# Isabel Coe
Isabel Edie Coe (* 1951 in Cowra, New South Wales, Australien; † 10. November 2012 ebenda) war eine Elder der Wiradjuri. Sie war eine führende Aktivistin der Landrechtsbewegung der Aborigines und war insbesondere an den jahrzehntelangen Protesten für die gesellschaftliche Gleichberechtigung der Aborigines beteiligt, die seit mehr als vier Jahrzehnten in der Nähe der Zelt-Botschaft vor dem Old Parliament House in Canberra stattfinden.

## Leben
Geboren wurde Isabel Coe in der Erambie-Mission in Cowra. Verheiratet war sie mit Billy Craigie (1953–1998), einem der Gründer der Zelt-Botschaft im Jahr 1972.
Durch ihr Engagement wurde sie in Australien als eine der bekanntesten politischen Führerinnen der Aborigines bekannt. Isabel Coe wollte den Status der Wiradjuri als eigenständige Nation erkämpfen, als dies verweigert wurde, klagte sie gegen die australische Bundesregierung. Coe unterlag vor Gericht.
International wurde sie in den späten 1990er Jahren bekannt, als sie zum Boykott der Olympischen Sommerspiele 2000 in Sydney aufrief. Als auf einer Protestkundgebung eine australische Flagge verbrannt wurde, verurteilte sie dies als einen Akt, der sich gegen ihre Politik der Souveränität der Aborigines richte.
Sie lebte entweder in der australischen Hauptstadt Canberra oder in Redfern, einer Vorstadt von Sydney, wo sie an mehreren sozialen  Gründungen von Aborigines-Organisationen beteiligt war, wie dem Redfern Aboriginal Children’s Service, verschiedenen Gesundheitsvorsorge- und Pflegeeinrichtungen und dem National Aboriginal Council on HIV/AIDS.